# Tomomi Adachi
Tomomi Adachi (足立 智美, Adachi Tomomi), né en 1972 à Kanazawa dans la préfecture d'Ishikawa, est un artiste japonais de musique vocale et électronique, compositeur et facteur d'instruments.
Il a joué et enregistré avec des artistes tels que Jaap Blonk, Nicolas Collins (en), Carl Stone (en), Noah Creshevsky (en), Yūji Takahashi, Toshi Ichiyanagi, Ute Wassermann, Jennifer Walshe (en), Zbigniew Karkowski, Butch Morris, Otomo Yoshihide. Adachi a dirigé les premières au Japon de Europeras (en) V et Variations VII de John Cage. Il a été invité par le Conseil culturel asiatique (en) à New York de 2009 à 2010 et invité du DAAD Berliner Künstlerprogramm en 2012.

## Source de la traduction
- (en) Cet article est partiellement ou en totalité issu de l’article de Wikipédia en anglais intitulé « Tomomi Adachi » (voir la liste des auteurs).